# Qingmingjie
Qingmingjie (chiń. upr. 清明节; chiń. trad. 清明節; pinyin Qīngmíngjié; dosł. „Święto Czyste i Jasne”) – tradycyjne chińskie święto zmarłych, jedno z najważniejszych świąt w chińskim kalendarzu. Obchodzone jest 106 dnia po zimowym przesileniu, w końcu drugiego lub na początku trzeciego miesiąca.
Zgodnie z chińskimi wierzeniami, tułające się po śmierci dusze mają takie same potrzeby jak żywi ludzie. Odczuwają głód, zimno i pragnienie. Niedogodności życia pozagrobowego można jednak złagodzić poprzez odpowiednie rytuały.
Przed świętem Qingmingjie uprząta się groby, grabi z nich liście i pieli chwasty. W dniu święta przy grobie zbiera się cała rodzina. Najstarszy członek rodziny zapala ustawione przy grobie świeczniki i trociczki, a przed kamieniem grobowym umieszczana jest miska z rytualnym posiłkiem dla zmarłych. Następnie pali się polane winem papierowe pieniądze i odpala petardy. Wszyscy członkowie rodziny, od najstarszego do najmłodszego, składają hołd zmarłym bijąc trzykrotnie czołem o ziemię. Symboliczne ofiary składane są także okolicznym bóstwom i błąkającym się w pobliżu, nieznanym duchom. Nakarmione dusze sprzyjają odtąd ludziom i nie prześladują ich.